# Юрисдикция
Юрисди́кция (лат. jurisdictio) — пределы компетенции того или иного суда, включая церковный суд, либо органа государственной власти.
В соответствии со сферой применения термину юрисдикция соответствуют следующие понятия:
- подсудность, то есть разграничение компетенции между судебными органами по рассмотрению дел:
  - в зависимости от их характера (административные, гражданские, уголовные и т. п.);
  - в зависимости от места совершения преступления либо правонарушения;
  - в зависимости от цены иска;
  - в зависимости от местожительства либо местонахождения сторон судебного спора;
- подведомственность, то есть отнесение того или иного правоотношения к соответствующему органу власти.

В международном праве — полномочия государства давать правовую оценку фактам, решать какие-либо правовые вопросы.
В церковном праве — принадлежность каждого прихода, храма, монастыря, общины верующих и культового строения одной из юридически легитимных церковных структур.